# El Limón, Pantepec
El Limón är en ort i Mexiko.   Den ligger i kommunen Pantepec och delstaten Chiapas, i den sydöstra delen av landet, 700 km öster om huvudstaden Mexico City. El Limón ligger 1 485 meter över havet och antalet invånare är 378.
Terrängen runt El Limón är kuperad åt nordost, men åt sydväst är den bergig. Runt El Limón är det ganska tätbefolkat, med 86 invånare per kvadratkilometer. Närmaste större samhälle är Rayón, 3,2 km öster om El Limón. I omgivningarna runt El Limón växer i huvudsak städsegrön lövskog.